# Episodi di Partner Track
La prima stagione della serie televisiva Partner Track è stata distribuita sulla piattaforma streaming Netflix il 26 agosto 2022. 
| nº | Titolo originale        | Titolo italiano         | Pubblicazione USA | Prima TV Italia |
| -- | ----------------------- | ----------------------- | ----------------- | --------------- |
| 1  | Material Adverse Change | Material Adverse Change | 26 agosto 2022    | 26 agosto 2022  |
| 2  | Meta-Strategy           | Meta-Strategy           | 26 agosto 2022    | 26 agosto 2022  |
| 3  | Change of Venue         | Change of Venue         | 26 agosto 2022    | 26 agosto 2022  |
| 4  | Due Dilingence          | Due Dilingence          | 26 agosto 2022    | 26 agosto 2022  |
| 5  | Out of Office           | Ritiro aziendale        | 26 agosto 2022    | 26 agosto 2022  |
| 6  | Client Relations        | Rapporti con i clienti  | 26 agosto 2022    | 26 agosto 2022  |
| 7  | Talking Points          | Punti di discussione    | 26 agosto 2022    | 26 agosto 2022  |
| 8  | Consequential Damages   | Danni consequenziali    | 26 agosto 2022    | 26 agosto 2022  |
| 9  | Pro Forma               | Pro forma               | 26 agosto 2022    | 26 agosto 2022  |
| 10 | Dawn Raid               | Dawn raid               | 26 agosto 2022    | 26 agosto 2022  |

## Material Adverse Change
- Titolo originale: Material Adverse Change
- Diretto da: Julie Anne Robinson
- Scritto da: Georgia Lee

### Trama
Ingrid Yun è una giovane associata del prestigioso studio legale newyorchese Parsons Valentine & Hunt che lavora ininterrottamente da sei anni nella speranza di ottenere l'agognata promozione a partner. Per avere il posto Ingrid entra in competizione con altri giovani colleghi, tra cui lo spocchioso Dan Fallon, con il quale viene messa a lavorare su un’importante acquisizione nel settore petrolifero. Avendo relegato la propria vita privata in secondo piano per concentrarsi esclusivamente sul lavoro, Ingrid si lascia convincere dai fidati Rachel e Tyler a incontrare un ragazzo di nome Nick che la invita a un evento mondano al Plaza.
Marty Adler, partner senior dello studio, esclude Ingrid dall'affare petrolifero perché Dan ha dimostrato di avere idee migliori, benché queste fossero farina del sacco di Ingrid. Delusa per un intoppo che rischia di arrestare la sua scalata, Ingrid decide di distrarsi accettando l'invito di Nick al Plaza. Qui scopre che Nick è uno degli organizzatori della festa, alla quale partecipa anche Jeff Murphy, nuovo avvocato di Parsons Valentina & Hunt appena trasferitosi dalla sede di Londra e che manifesta un certo interesse verso Ingrid. Dopo aver baciato Nick, Ingrid si precipita a informare Adler che Francine Lindenhoff, giornalista del Financial Times incontrata alla festa, il lunedì successivo pubblicherà un articolo sull'accordo petrolifero. Dopo un estenuante lavoro nel fine settimana, Ingrid riesce a far chiudere l'intesa nello stesso momento in cui il Financial Times pubblica l'articolo. Dan non era presente all'incontro, quindi Adler decide che sarà Ingrid a seguire il dossier.
Jeff dice a Ingrid di ricordarsi che alcuni anni prima loro due si erano incontrati a un matrimonio nel Regno Unito, lasciando intendere che fosse accaduto qualcosa di importante. Proprio nel momento in cui è corteggiata da Nick, uno dei più ambiti scapoli di New York, Ingrid è incerta se riaprire il capitolo sul suo passato con Jeff.

## Meta-Strategy
- Titolo originale: Meta-Strategy
- Diretto da: Julie Anne Robinson
- Scritto da: Sarah Goldfinger

### Trama
Ingrid ospita sua sorella Lina, abituata a girovagare senza meta e fonte di preoccupazione per la famiglia. Adler incarica Ingrid di scovare in archivio un documento che consenta alla Sun Corp di effettuare estrazioni in Louisiana senza dover rendere conto alla Min Enterprises. A Ingrid è affiancato come supporto Jeff, mettendola in difficoltà per il dover lavorare fianco a fianco con la sua vecchia tentazione. Ingrid gli spiega di voler adottare una "meta-strategia", vale a dire suddividere i documenti in decadi temporali per concentrarsi su quella in cui trovare ciò di cui hanno bisogno. Dan ha già dimenticato lo smacco della Sun Corp ed è concentrato sulla sua nuova cliente, l'anziana imprenditrice agricola Gigi Weaver che vuole vendere la sua attività e liquidare i nipoti. Tyler ha il sogno di entrare nel mondo della moda, così si fa assegnare al caso dell'acquisizione della Luxe del carismatico stilista Tim Toussaint.
Nick passa a trovare Ingrid in ufficio, dicendole di apprezzare la sua spontaneità e il fatto che non si sta comportando da classica arrivista a caccia di un buon partito con cui accasarsi. Jeff rientra mentre Ingrid e Nick si stanno baciando, non nascondendo un pizzico di gelosia. Durante l'incontro con i nipoti Gigi, accaloratasi nell'accusarli di essere dei viziati che sarebbero incapaci di portare avanti la sua azienda, ha un malore e muore successivamente in ospedale. Rachel, che ha assistito Dan nella vendita della società, resta colpita dalla vita di una donna che ha tirato su dal nulla un'attività di valore come la fattoria. Le trattative tra Parsons e la Luxe non vanno per il verso giusto, dato che Toussaint non si fida dei modi affettati di Raymond Vanderlin, senior partner dello studio. Al contrario, Tyler ha un buon ascendente sullo stilista che accetta di chiudere l'accordo con lui. Vanderlin non è tuttavia felice di essere stato scavalcato da un sottoposto, intimando Tyler di non azzardarsi mai più ad assumere iniziative personali.
Ingrid scova un documento che dà ragione alla Sun Corp e si affretta a comunicarlo a Lassiter, nel frattempo uscito a cena con Adler che stava per dargli la cattiva notizia. Il tempestivo intervento di Ingrid rallegra Lassiter, sempre più convinto di aver fatto la scelta giusta nell'affidarsi a Parsons. Ingrid non ha però gradito la presenza di Jeff alla cena. Il collega si giustifica affermando che è stato Adler a volerlo con sé, dato che il suo bel faccino avrebbe indorato la pillola a Lassiter. Ingrid chiude la giornata tra le braccia di Nick in quella che sta sempre più diventando una storia seria.

## Change of Venue
- Titolo originale: Change of Venue
- Diretto da: Kevin Berlandi
- Scritto da: Conway Preston

### Trama
Ingrid crede di aver raggiunto la sua omeostasi, il punto di equilibrio, nella relazione con Nick che è ormai diventata di dominio pubblico. Lina insiste affinché la sorella faccia il passo successivo, cioè presentare Nick alla loro "incasinata" famiglia. La Min Enterprises sta ripensando all'affare con la Sun Corp perché medita di mettersi in affari con la Bradburn Energy, una società minore. Adler manda Ingrid e Jeff a convincere Carter Min a riprendere le trattative con la Sun Corp. Rachel deve vedersela con i nipoti di Gigi Weaver che non vedono l'ora di mettere le mani sull'eredità della nonna. Tyler deve convincere l'etichetta Valdo ad associarsi alla Luxe, un obiettivo fondamentale per recuperare punti agli occhi di Vaderlin. A dargli man forte è chiamato Dan, ma Tyler non apprezza lo stile poco fashion del collega.
Carter Min spiega a Ingrid che è suo fratello Zi-Xin a ostacolare la trattativa con la Sun Corp. Zi-Xin è un convinto ambientalista che accusa la Sun Corp di essere contraria alle energie rinnovabili, contrariamente alla Bradurn che, benché meno redditizia, è considerata maggiormente sostenibile. Siccome Ingrid aveva attaccato male la macchina di Adler alla presa elettrica, la vettura è scarica e Ingrid deve farsi venire a prendere da Nick, mentre Jeff resta ad aspettare che la macchina si ricarichi. Ingrid riceve una telefonata di Adler, convinta che il capo la rimprovererà per aver fallito; invece, a sorpresa è riuscita a convincere la Min a rimettersi in affari con la Sun Corp. Ingrid porta Nick a conoscere la sua famiglia. Rachel trascorre la giornata con Wanda, una dei nipoti di Gigi. Durante una festa viene raggiunta dalla notizia che il Ministero della Salute non ha emesso il certificato di morte di Gigi perché non si trova più il corpo. Wanda confessa di aver nascosto il cadavere della nonna perché i cugini volevano cremarla. Valdo non vuole associarsi alla Luxe perché gli avrebbe copiato degli abiti. Vaderlin vuole che Tyler rimedi alla situazione, convincendo Valdo a fare retromarcia e chiudere con la Luxe. La situazione è però gravemente compromessa, dato che Valdo ha fatto causa alla Luxe.
Nick entra subito in sintonia con i genitori di Ingrid, mentre Lina confessa di aver mollato l'università. Adesso Ingrid è pronta a compiere un ulteriore passo in avanti, invitando Nick a casa sua. Quando arrivano scoprono che Lina ha lasciato aperto il gas, causando un incendio che ha provocato danni importanti alla casa. Dato che i lavori impegneranno qualche settimana, Nick offre ospitalità a Ingrid.

## Due Dilingence
- Titolo originale: Due Diligence
- Diretto da: Kevin Berlandi
- Scritto da: Nikki Goldwaser

### Trama
Ingrid e Nick convivono ormai da due settimane e la loro storia procede talmente bene che la ragazza teme di aver raggiunto la velocità di fuga, oltre la quale ci si può liberare della forza di gravità. Nick spiazza Ingrid regalandole gli orecchini di sua madre da sfoggiare al prossimo gala al Guggenheim. Ingrid e Jeff sono al lavoro sulla due diligence della Min, scoprendo che in Louisiana è stata intentata una causa nei loro confronti per uno sversamento chimico avvenuto diversi anni prima, della quale non hanno fatto parola durante le trattative con la Sun Corp e che a questo punto rischia di far saltare l'intero affare. Tyler deve deporre nella causa tra Valdo e la Luxe, con Vaderlin che gli chiede di far terminare la vertenza il prima possibile per evitare noie alla reputazione dello studio. Rachel è incaricata di allestire il talent show del tradizionale ritiro aziendale.
Adler trascina Ingrid e Nick su un aereo diretto a Parigi. Durante il volo Nick si impaurisce per alcune turbolenze e istintivamente stringe la mano a Ingrid, ammettendo che nemmeno a lui piace perdere il controllo. Ingrid scova un documento secondo il quale la Green Tech non ha mai rinnovato il permesso per i rifiuti tossici. Lassiter confessa di essere consapevole di queste problematiche, la cui risoluzione potrebbe aprire una nuova frontiera nell'intero settore delle energie rinnovabili. Lassiter sta mettendo in atto una killer acquisition per assorbire tutte le società che ostacolano il suo grande progetto. Tyler è in grado di dimostrare che Valdo fece domanda per uno stage alla Luxe, insultando Toussaint sui social per essere stato rifiutato, oltre al fatto di aver prodotto una collezione simile a quella di una giovane stilista, attuando le stesse strategie predatorie della tanto vituperata Luxe. Quando Vaderlin minaccia di togliergli il caso e pregiudicare le sue possibilità di diventare socio dello studio, Tyler decide di giocarsi una prova che getterebbe Valdo nel più totale discredito. Impaurito che la verità sul suo conto venga a galla, Valdo rinuncia alla causa contro la Luxe.
Ingrid telefona a Zi-Xin Min per informarlo del contratto di lavoro che Lassiter intende offrirgli. Zi-Xin accetta la proposta di Lassiter, avendo intuito il potenziale che scaturirebbe da quest'alleanza. Jeff tenta di baciare Ingrid, dicendole che lei non lo conosce affatto e probabilmente non conosce nemmeno sé stessa.

## Ritiro aziendale
- Titolo originale: Out of Office
- Diretto da: Tanya Wexler
- Scritto da: D.C. Rogers

### Trama
Ingrid sente Nick come un solvente universale, capace di sciogliere ogni sua preoccupazione. Lina chiede alla sorella dei soldi in prestito per un'audizione al Cirque du Soleil, ma Ingrid non intende finanziare l'ennesima follia di Lina e le ricorda che è colpa sua se è costretta a vivere lontana da casa. Ingrid parte per il ritiro aziendale della Parsons, ma non appena arrivata riceve la bozza di contratto dalla Min che andrebbe esaminata prima dell'incontro con Lassister del lunedì successivo. Jeff è del parere opposto e vuole godersi il weekend di libertà, giocando a golf con Adler. Tyler ha finalmente incassato la fiducia di Vaderlin, avendo sistemato la faccenda Valdo-Luxe, e gli vengono prospettati nuovi incarichi nel mondo della moda.
Leggendo la bozza del contratto, Ingrid si accorge che la Min possiede alcune holding in Siria e Iran, Paesi verso i quali gli Stati Uniti hanno un embargo. Convinto Adler che la questione è della massima importanza e quindi le serve il supporto di Jeff, Ingrid e il collega si mettono al lavoro e scoprono che le sedi delle holding della Min in Siria e Iran sono localizzate negli stessi punti in cui sorgono campi profughi. Ingrid e Jeff trovano la soluzione di sfruttare una legge del Delaware per trasformare le holding in una società a sé stante, così da non creare danni d'immagine a nessuno. Contenti di aver pensato contemporaneamente alla stessa soluzione, Ingrid e Jeff si scambiano un bacio appassionato. Tyler suggerisce all'amica di ignorare quello che è appena successo. Rachel si ritrova bloccata su una canoa in aperto lago con Justin Coleman, il giovane assistente legale dello studio che si è dimenticato di controllare la benzina. Mentre il talent show va in scena nonostante la sua assenza, Rachel inizia ad apprezzare le qualità di Justin che non è così imbranato come sembra in ufficio. Justin dice di aver capito che Rachel è sprecata come avvocato, vista la passione con cui si è dedicata all'organizzazione del talent show, e i due ragazzi iniziano a baciarsi.
Dan si esibisce come comico, ma il suo intervento si rivela un attacco al politically correct che indispettisce Ingrid e Tyler. Entrambi decidono di lasciare il ritiro, nonostante Jeff cerchi di convincere almeno lei a restare.

## Rapporti con i clienti
- Titolo originale: Client Relations
- Diretto da: Tanya Wexler
- Scritto da: Kim Shumway

### Trama
L'entropia del sistema di Ingrid è in pieno caos. Il bacio con Jeff ha risvegliato in lei le emozioni sopite da quel matrimonio nel Regno Unito, lasciandole il dubbio se confessarlo a Nick o meno. Aprendo un cassetto Ingrid ci trova un anello di fidanzamento, gettandola ulteriormente nel panico. Contrariamente alle aspettative di Ingrid e Tyler, Adler non ha lasciato cadere quanto successo con Dan al ritiro e convoca tutti gli avvocati dello studio per avvertire che ci sarà tolleranza zero nei confronti di ogni discriminazione. Ingrid scopre che Jeff ha una relazione con Victoria St. Clair, a detta di Adler la più importante cliente dello studio. Rachel compie trent'anni e Harold Rubenstein, senior partner della divisione tasse, le suggerisce di cimentarsi nella scrittura, avendo dimostrato al ritiro aziendale di esserci molto portata.
Adler affida a Yun il divorzio di Victoria St. Clair. La strategia di Yun consiste nell'inserire la vendita degli hotel di proprietà di Victoria nell'accordo di divorzio, così da appioppare le grane al futuro ex marito. Le risorse umane della Parsons iniziano a indagare sull'episodio del ritiro, intervistando gli associati sul comportamento assunto da Dan, il quale è convinto di non aver detto nulla di male e difeso la "fragilità bianca". La vicenda si chiude con un semplice richiamo formale, deludendo Ingrid che sperava in una sospensione per toglierlo di mezzo dalla corsa a partner. Adler incarica Ingrid di comunicare a Tyler la decisione dello studio, con annessa proposta di un accordo di riservatezza per chiudere la questione, altrimenti gli verrà offerta la liquidazione per lasciare lo studio. Tyler è molto deluso con Ingrid, disposta a pugnalare un amico pur di ottenere la promozione a partner. Ingrid e Nick sono invitati da Victoria, soddisfatta dell'assistenza legale ricevuta, a una cena elegante. Tyler posta un video nel quale annuncia le proprie dimissioni dalla Parsons, accusando apertamente lo studio di essere uno dei tanti "studi elitari razzisti". Adler ritiene Ingrid responsabile dello sfogo di Tyler, non avendo saputo valutare correttamente la reazione che avrebbe avuto il suo amico, quindi vuole che faccia ammenda presiedendo il Diversity Gala della Parsons tra due settimane, un evento decisivo per ristabilire il buon nome dello studio. Justin porta una torta di compleanno a Rachel, standole accanto in un momento nel quale tutti la stanno ignorando.
Ingrid ha paura che gli ultimi eventi stiano facendo innalzare il livello di entropia del suo sistema, conducendolo al collasso. Come se non bastasse, Nick ha deciso che è venuto il momento di chiederle di sposarlo.

## Punti di discussione
- Titolo originale: Talking Points
- Diretto da: Lily Mariye
- Scritto da: Katie Do

### Trama
Ingrid ha interrotto i rapporti con Rachel e Tyler, proprio adesso che vorrebbe condividere con loro la gioia del fidanzamento. Margo, la responsabile delle risorse umane della Parsons, vorrebbe che Ingrid facesse pace almeno con Rachel, visto che condividono il posto di lavoro, ma nessuna delle due intende fare la prima mossa. Rachel accusa l'amica di pensare soltanto a sé stessa e alla sua carriera, al punto di non aver notato che adesso frequenta Justin. Anthony, il compagno di Tyler, lo spinge a rilasciare un'intervista a The New Yorker per denunciare le discriminazioni in ufficio e rimettersi in carreggiata, non avendo ancora trovato una nuova occupazione. Visto l'ottimo lavoro fatto con la Sun Corp, Adler incarica Ingrid e Jeff di convincere Cleo Bajaj, presidente di un importante fondo di private equity, ad affidarsi alla Parsons. Ingrid ha scoperto che Cleo e le sue colleghe stanno occultando innumerevoli conflitti d'interesse, quindi interrompe i colloqui prima che Jeff possa fornire informazioni compromettenti.
Jeff si scusa con Ingrid per il bacio al ritiro, pur ammettendo di aver apprezzato quel momento. Ingrid riceve in ufficio un abito costoso regalatole da Nick per il Diversity Gala di quella sera, acettando di indossarlo pur essendo giallo, un colore che secondo sua madre non sta bene addosso alle donne asiatiche. Nick vorrebbe che il gala fosse l'occasione per annunciare il loro matrimonio ai suoi genitori. Ingrid è chiamata sul palco come vincitrice del premio annuale per la lotta contro le diseguaglianze, con Adler che le sussurra di leggere il discorso scritto per lei dalle risorse umane in cui lo studio si auto-assolve da ogni accusa di razzismo. Ingrid confessa alla madre di non essere felice, sentendosi manipolata dagli altri che le dicono quali parole dire e quale vestito indossare. La signora Yun si accorge della custodia dell'anello che la figlia tiene nella pochette, ma fa finta di non vederlo, e la invita a non dimenticarsi chi è e dove vuole andare. Spinta da Justin, Rachel sostiene il colloquio per il sindacato degli scrittori. Tyler tradisce Anthony con Javi, il cameriere del pub che frequentava quando lavorava alla Parsons.
Ingrid ammette con Nick di non sopportare la sua incapacità di dire di no, chiedendo al fidanzato di lasciarla tornare a casa sua per una notte di riflessione. All'uscita dal gala trova Zi-Xin Min, anche lui presente alla festa, che le procura un automobile per tornare a casa. Alla porta bussano due agenti di polizia per comunicarle che è in stato di arresto.

## Danni consequenziali
- Titolo originale: Consequential Damages
- Diretto da: Lily Mariye
- Scritto da: Mira Z. Barnum

### Trama
Ingrid è accusata di un furto di orecchini di diamanti, in realtà commesso da Lina, la quale pensava che fossero della sorella, mentre erano della madre di Nick. Jeff richiede il riscontro con le impronte digitali per dimostrare la totale estraneità di Ingrid. Una volta uscita di prigione, Ingrid è costretta a ributtarsi nel lavoro perché Lassiter ha anticipato la firma del contratto al lunedì seguente, così i suoi piani e quelli di Jeff per il Ringraziamento vanno in fumo. Rientrati in ufficio a riesaminare i documenti dell'accordo, Ingrid e Jeff trovano un metodo creativo per accorciare il più possibile il lavoro. Purtroppo, emergono subito delle clausole nascoste che la Min ha inserito surrettiziamente nell'accordo. Rachel ha incassato il sostegno del sindacato degli scrittori per pubblicare il suo primo romanzo, ma l'ispirazione tarda a venire. Tyler si sente in colpa per il tradimento inflitto ad Anthony, anche perché il fidanzato vorrebbe che lavorasse per lui alla sua campagna elettorale.
Jeff sente Ingrid dire a sua sorella che con Nick tira aria di crisi. Ingrid ammette di sentirsi giù di corda per i numerosi contrattempi delle ultime settimane, dalla bugia raccontata a Zi-Xin Min per avvicinare il closing dell'affare alla lite con i suoi migliori amici; Jeff la sprona a non darsi per vinta, avendo la concreta possibilità di raggiungere il traguardo e diventare partner. Jeff improvvisa una festa del Ringraziamento nell'ufficio di Adler, raccontando a Ingrid che la sua famiglia era molto povera e quindi vede il diventare partner come un modo per non tornare mai più a quella vita. Rachel si unisce a Justin e ai suoi coinquilini, con i quali però non va molto d'accordo per via delle loro posizioni ribelli e anticonformiste. Tyler annuncia ai genitori che non intende accettare la proposta di unirsi alla sua campagna elettorale, non sapendo più cosa voler fare nella vita; il padre lo fa riflettere sulla sua capacità di adattarsi ai cambiamenti, assicurandogli che, qualunque decisione prenderà, avrà sempre l'appoggio della famiglia.
Ingrid negozia con Carter Min il ritiro di alcune delle clausole modificative del contratto, in modo tale da non danneggiare l'affare. La ragazza e Jeff finiscono per fare sesso in ufficio. Tyler confessa il tradimento ad Anthony, ponendo fine a una relazione durata sette anni. A sorpresa Nick arriva alla Parsons, dove alla luce di cosa è appena successo tra la fidanzata e Jeff, rompe il fidanzamento, dicendole che tra loro è finita.

## Pro forma
- Titolo originale: Pro Forma
- Diretto da: Adam Brooks
- Scritto da: Kim Shumway

### Trama
Dopo aver restituito a Nick l'anello di famiglia, Ingrid inizia una relazione con Jeff, il quale ha appena chiuso con Victoria. I due tengono la loro relazione segreta al lavoro, dove continuano a fingere di avere un rapporto puramente professionale. Trascorsa una settimana, Jeff regala un ciondolo a Ingrid per festeggiare la chiusura dell'accordo Sun Corp-Min. Tutti si complimentano con Ingrid per l'ottimo lavoro svolto, anche se ha nascosto a Zi-Xin che non farà parte della nuova società. Tyler è ospitato da Rachel in attesa di sistemarsi lavorativamente e abitativamente, anche perché Rachel vorrebbe avere spazio per lei e Justin. Il ragazzo divulga per errore una email a tutto lo studio in cui si scopre la sua storia con Rachel, il che naturalmente pone una questione etica sul rapporto di subordinazione in essere tra un'associata e un assistente paralegale.
Jeff è convinto di non riuscire a diventare partner, dato che il collega Hunter ha appena chiuso un affare importante e quindi potrebbe soffiargli il posto, mentre gli altri due prescelti saranno senza dubbio Ingrid e Dan. Tyler viene assunto dallo studio Otam & White, con la prospettiva di diventare partner entro un anno, ma riscontra anche lì la presenza di sessismo tra i colleghi maschi. Ingrid si scontra con sua sorella Lina, accusandola di essere la preferita dei genitori nonostante la sua vita sregolata, mentre lei viene rimproverata le rare volte in cui sbaglia; Lina replica che è difficile sostenere il paragone con la sorella di successo, tacciandola di volersi accasare con i bianchi e rinnegare le sue origini. Alla festa in cui verranno annunciati i partner Ingrid rinfaccia a Dan di essere il responsabile della dipartita di Tyler, mentre Rachel e Justin fanno i conti con gli sguardi maligni degli invitati per la loro relazione. Rachel confessa ad Harold di essere stata respinta dal sindacato degli scrittori, oltre al fatto che non diventerà mai partner della divisione contenziosi perché fattura meno degli altri e non ha dato l'anima allo studio.
Adler annuncia che i nuovi partner della divisione fusioni e acquisizioni sono Dan, Hunter e Jeff. Ingrid resta di sasso nello scoprire di non essere stata selezionata, accusando Adler di non aver mantenuto le promesse e annunciandogli che lascerà la Parsons. Rachel incolpa Justin di aver compromesso la sua nomina a partner con quella email, ma il ragazzo non accetta di dover nascondere il loro amore per salvare le apparenze in ufficio. Tyler acquista un appartamento in un quartiere meno elegante di New York, ma da cui può ricominciare una nuova vita.

## Dawn raid
- Titolo originale: Dawn Raid
- Diretto da: Adam Brooks
- Scritto da: Georgia Lee

### Trama
Ingrid è entrata in crisi per la mancata nomina a partner e il conseguente addio alla Parsons; come se non bastasse, Zi-Xin è furioso per essere stato epurato dalla nuova Sun Corp. Jeff sprona la fidanzata a rimettersi in carreggiata, non potendosi permettere di crogiolare in un idealismo che non aiuta a pagare l'affitto. Il giorno di Natale Ingrid annuncia alla famiglia di non essere diventata partner, scatenando una discussione con suo padre che vorrebbe implorasse la Parsons di riprenderla. Un sostegno arriva da Lina che le chiede scusa per le loro ultime vicissitudini, dicendole di averla sempre ammirata per il coraggio di voler abbattere ogni barriera.
A Santo Stefano Wanda si presenta alla Parsons completamente trasformata rispetto alla ragazza scapestrata di pochi mesi prima, ringraziando Rachel per averle dato la giusta prospettiva, visto che adesso si sta facendo completamente carico dell'impresa di sua nonna. Wanda ha commesso però una leggerezza, avendo un rapporto sessuale con un collaboratore, e vorrebbe che Rachel la aiutasse a mettere a tacere la faccenda. Ingrid si riconcilia con Tyler, ammettendo che aveva completamente ragione su di lei e sulla Parsons, ed esprime il desiderio di riformare il trio con Rachel. Costei convince il collaboratore di Wanda a firmare un accordo di riservatezza in cambio di 50.000 $ per ricominciare una nuova vita altrove. Ingrid convince Zi-Xin a spodestare Ted Lassiter dalla carica di amministratore delegato e, a questo scopo, stringono un'alleanza con Cleo Bajaj per tentare una scalata ostile alla Sun Corp; un inaspettato appoggio alla causa arriva da Tyler, ma soprattutto da Rachel che finalmente fa pace con Ingrid. Di tutto questo Ingrid non fa parola con Jeff, lasciato volutamente fuori dalla faccenda visto che è direttamente coinvolto nell'affare quale associato della Parsons. Ingrid e gli altri riescono a racimolare il 48% degli azionisti; il restante 2% può arrivare da un dawn raid, vale a dire un nuovo investitore che acquisti la relativa quota della Sun Corp. Rachel telefona a Wanda che accetta di essere il loro dawn raid.
L'ultimo passo per compiere l'impresa è convincere Franklin Min a voltare le spalle a Lassiter. Ingrid gioca la carta del riscatto sociale di Franklin, arrivato negli Stati Uniti pieno di sogni e con una visione, la cui eredità non merita di essere lasciata a un dinosauro come Lassiter. Jeff informa Ingrid che andrà all'assemblea degli azionisti della Sun Corp, dove sarà presente anche Victoria. Wanda arriva appena in tempo per far approvare la mozione di sfiducia avanzata da Cleo contro Lassiter. Franklin Min diventa il nuovo presidente della Sun Corp e come primo atto nomina Zi-Xin amministratore delegato della società al posto di Lassiter. Adler minaccia Ingrid di farle pagare la sua iniziativa, ma Zi-Xin lo avverte che in tal caso la Sun Corp non si farà più rappresentare dalla Parsons. Prima di andarsene, Adler rivela a Ingrid il motivo per cui non è diventata partner: Jeff ha fatto la spia, rivelandogli che è finita in prigione.